# Coupe de France de basket-ball 2021-2022
Navigation
2020-2021 2022-2023
La Coupe de France de basket-ball 2021-2022 est la 45e édition de la Coupe de France, également dénommée Trophée Robert Busnel, en hommage à Robert Busnel, basketteur international français décédé en 1991. Elle oppose 64 équipes professionnelles et amatrices françaises sous forme d'un tournoi à élimination directe et se déroule de septembre 2021 à avril 2022.

## Calendrier
| Tour | Nom                                | Dates                                                     | Participants                                                                                                 |
| ---- | ---------------------------------- | --------------------------------------------------------- | --- |
| 1    | 64e de finale                      | Du mercredi 15 septembre 2021 au samedi 22 septembre 2021 | 2 équipes de Betclic Élite promues en 2020-2021 18 équipes de Pro B 28 équipes de NM1                        |
| 2    | 32e de finale                      | Mercredi 20 octobre 2021                                  | 8 équipes de Betclic Élite classées de la 9e à la 16e place en 2020-2021 24 équipes issues du tour précédent |
| 3    | 16e de finale                      | Mercredi 17 novembre 2021                                 | 16 équipes issues du tour précédent                                                                          |
| 4    | 8e de finale                       | Mercredi 16 février 2022                                  | 8 équipes de Betclic Élite ayant participé aux Playoffs en 2020-2021 8 équipes issues du tour précédent      |
| 5    | Top 8 Quarts de finale Arena Loire | Samedi 26 mars 2022                                       | 8 équipes issues du tour précédent                                                                           |
| 6    | Top 8 Demi-finales Arena Loire     | Dimanche 27 mars 2022                                     | 4 équipes issues du tour précédent                                                                           |
| 7    | Finale Accor Arena                 | Samedi 23 avril 2022                                      | 2 équipes issues du tour précédent                                                                           |

## Résultats

### Soixante-quatrièmes de finale
Les vingt-huit équipes de NM1, les dix-huit équipes de Pro B ainsi que les deux équipes promues en Betclic Élite participent aux soixante-quatrièmes de finale.
Ce tour se dispute entre le 15 septembre 2021 et le 22 septembre 2021. Le tirage de ce tour est annoncé le 26 juillet 2021 par la FFBB.
| 15 septembre 2021 18h00 | Rapport | Rueil (NM1)                                        | 79–65 | Le Havre (NM1) |  | Complexe Sportif Le Stadium, Rueil-Malmaison |
| 15 septembre 2021 18h00 | Rapport | Score par quart-temps : 17-26, 16-13, 23-11, 23-15 |       |                |  | Complexe Sportif Le Stadium, Rueil-Malmaison |

| 17 septembre 2021 19h00 | Rapport | Cergy-Pontoise (NM1)                               | 71–80 | Nancy (Pro B) |  | Complexe des Maradas, Pontoise |
| 17 septembre 2021 19h00 | Rapport | Score par quart-temps : 15-23, 15-20, 20-14, 21-23 |       |               |  | Complexe des Maradas, Pontoise |

| 20 septembre 2021 20h00 | Rapport | Épinal (NM1)                                       | 83–92 | Saint-Quentin (Pro B) |  | Palais des Sports, Épinal |
| 20 septembre 2021 20h00 | Rapport | Score par quart-temps : 19-29, 24-22, 22-20, 18-21 |       |                       |  | Palais des Sports, Épinal |

| 21 septembre 2021 18h00 | Rapport | Pôle France (NM1)                                  | 64–68 | Orchies (NM1) |  | Complexe Nelson Paillou, Paris |
| 21 septembre 2021 18h00 | Rapport | Score par quart-temps : 13-19, 16-22, 14-16, 21-11 |       |               |  | Complexe Nelson Paillou, Paris |

| 21 septembre 2021 19h00 | Rapport | LyonSo (NM1)                                       | 60–77 | Antibes (Pro B) |  | Salle de la Canopée, Pierre-Bénite |
| 21 septembre 2021 19h00 | Rapport | Score par quart-temps : 12-24, 15-10, 22-26, 11-17 |       |                 |  | Salle de la Canopée, Pierre-Bénite |

| 21 septembre 2021 20h00 | Rapport | Toulouse (NM1)                                    | 59–73 | Nantes (Pro B) |  | Petit palais des sports, Toulouse |
| 21 septembre 2021 20h00 | Rapport | Score par quart-temps : 18-20, 14-16, 19-21, 8-16 |       |                |  | Petit palais des sports, Toulouse |

| 21 septembre 2021 20h00 | Rapport | Rennes (NM1)                                     | 51–69 | Chartres (NM1) |  | Salle Colette Besson, Rennes |
| 21 septembre 2021 20h00 | Rapport | Score par quart-temps : 6-27, 21-12, 12-21, 12-9 |       |                |  | Salle Colette Besson, Rennes |

| 21 septembre 2021 20h00 |                                                    | Poitiers (NM1) | 84–72 | Challans (NM1) |  | Salle Saint-Éloi, Poitiers |
| 21 septembre 2021 20h00 | Score par quart-temps : 19-24, 23-20, 22-11, 20-17 |                |       |                |  | Salle Saint-Éloi, Poitiers |

| 21 septembre 2021 20h00 | Rapport | Mulhouse (NM1)                                     | 78–75 | Boulogne-sur-Mer (NM1) |  | Palais des Sports, Mulhouse |
| 21 septembre 2021 20h00 | Rapport | Score par quart-temps : 20-18, 28-16, 13-17, 17-24 |       |                        |  | Palais des Sports, Mulhouse |

| 21 septembre 2021 20h00 | Rapport | Les Sables d'Olonne (NM1)                         | 63–78 | Tours (Pro B) |  | Salle Beauséjour, Les Sables d'Olonne |
| 21 septembre 2021 20h00 | Rapport | Score par quart-temps : 17-10, 15-27, 9-25, 22-16 |       |               |  | Salle Beauséjour, Les Sables d'Olonne |

| 21 septembre 2021 20h00 | Rapport | La Rochelle (NM1)                                  | 78–93 | Boulazac (Pro B) |  | Salle Gaston Neveur, La Rochelle |
| 21 septembre 2021 20h00 | Rapport | Score par quart-temps : 23-19, 21-28, 19-22, 15-24 |       |                  |  | Salle Gaston Neveur, La Rochelle |

| 21 septembre 2021 20h00 | Rapport | Kaysersberg (NM1)                                  | 76–86 | Lille (Pro B) |  | Salle Théo Faller, Kaysersberg |
| 21 septembre 2021 20h00 | Rapport | Score par quart-temps : 19-21, 16-22, 27-24, 14-19 |       |               |  | Salle Théo Faller, Kaysersberg |

| 21 septembre 2021 20h00 | Rapport | Lorient (NM1)                                      | 77–86 | Rouen (Pro B) |  | Palais des sports Kervaric, Lorient |
| 21 septembre 2021 20h00 | Rapport | Score par quart-temps : 23-28, 22-24, 21-12, 11-22 |       |               |  | Palais des sports Kervaric, Lorient |

| 21 septembre 2021 20h00 | Rapport | Andrézieux-Bouthéon (NM1)                          | 75–68 | Besançon (NM1) |  | Palais des Sports, Andrézieux-Bouthéon |
| 21 septembre 2021 20h00 | Rapport | Score par quart-temps : 21-19, 12-11, 19-18, 23-20 |       |                |  | Palais des Sports, Andrézieux-Bouthéon |

| 21 septembre 2021 20h00 | Rapport | Aix-Maurienne (Pro B)                             | 95–60 | Avignon-Le Pontet (NM1) |  | Halle Marlioz, Aix-les-Bains |
| 21 septembre 2021 20h00 | Rapport | Score par quart-temps : 21-21, 26-15, 28-8, 20-16 |       |                         |  | Halle Marlioz, Aix-les-Bains |

| 21 septembre 2021 20h00 | Rapport | Alliance Alsace (Pro B)                            | 67–74 | Denain (Pro B) |  | Gymnase des Sept Arpents, Souffelweyersheim |
| 21 septembre 2021 20h00 | Rapport | Score par quart-temps : 16-10, 13-25, 16-22, 22-17 |       |                |  | Gymnase des Sept Arpents, Souffelweyersheim |

| 21 septembre 2021 20h30 | Rapport | Quimper (Pro B)                                   | 76–53 | Caen (NM1) |  | Salle Michel Gloaguen, Quimper |
| 21 septembre 2021 20h30 | Rapport | Score par quart-temps : 16-13, 21-3, 19-19, 20-18 |       |            |  | Salle Michel Gloaguen, Quimper |

| 21 septembre 2021 20h30 | Rapport | Pont-de-Chéruy (NM1)                               | 68–79 | Saint-Chamond (Pro B) |  | Salle Stéphane, Pont-de-Chéruy |
| 21 septembre 2021 20h30 | Rapport | Score par quart-temps : 24-14, 10-25, 15-23, 19-17 |       |                       |  | Salle Stéphane, Pont-de-Chéruy |

| 21 septembre 2021 20h30 | Rapport | Bordeaux (NM1)                                     | 70–76 | Dax-Gamarde (NM1) |  | Palais des sports, Bordeaux |
| 21 septembre 2021 20h30 | Rapport | Score par quart-temps : 20-18, 15-29, 20-13, 15-16 |       |                   |  | Palais des sports, Bordeaux |

| 21 septembre 2021 20h30 | Rapport | Vitré (NM1)                                       | 61–90 | Évreux (Pro B) |  | Salle de la Poultière, Vitré |
| 21 septembre 2021 20h30 | Rapport | Score par quart-temps : 17-21, 22-21, 6-24, 16-24 |       |                |  | Salle de la Poultière, Vitré |

| 22 septembre 2021 14h15 | Rapport | Paris (Betclic Élite)                              | 94–80 | Angers (NM1) |  | Palais des sports, Bondy |
| 22 septembre 2021 14h15 | Rapport | Score par quart-temps : 23-11, 23-19, 17-37, 31-13 |       |              |  | Palais des sports, Bondy |

| 22 septembre 2021 20h00 | Rapport | Tarbes-Lourdes (NM1)                               | 65–77 | Blois (Pro B) |  | Palais des sports du quai de l'Adour, Tarbes |
| 22 septembre 2021 20h00 | Rapport | Score par quart-temps : 15-18, 20-13, 12-19, 18-27 |       |               |  | Palais des sports du quai de l'Adour, Tarbes |

| 22 septembre 2021 20h00 | Rapport | Vichy-Clermont (Pro B)                             | 82–80 | Chalon-sur-Saône (Pro B) |  | Gymnase Pierre Coulon, Vichy |
| 22 septembre 2021 20h00 | Rapport | Score par quart-temps : 19-22, 23-21, 23-13, 17-24 |       |                          |  | Gymnase Pierre Coulon, Vichy |

| 22 septembre 2021 20h30 | Rapport | Saint-Vallier (Pro B)                              | 76–82 | Fos-sur-Mer (Betclic Élite) |  | Complexe sportif des deux Rives, Saint-Vallier |
| 22 septembre 2021 20h30 | Rapport | Score par quart-temps : 26-24, 20-18, 11-21, 19-19 |       |                             |  | Complexe sportif des deux Rives, Saint-Vallier |

## Finale
| 23 avril 2022 | | Pau-Lacq-Orthez (Jeep Élite)        | 95–86                                                                                   | Strasbourg IG (Jeep Élite) |  | Accor Arena Affluence : 14 967 | La chaîne L'Équipe |
| 23 avril 2022 | Score par quart-temps : 26-20, 20-19, 24-30, 25-17                                                       |                                     |                                                                                         |                            |  | Accor Arena Affluence : 14 967 | La chaîne L'Équipe |
| 23 avril 2022 | Score par mi-temps : 46-39, 49-47                                                                        |                                     |                                                                                         |                            |  | Accor Arena Affluence : 14 967 | La chaîne L'Équipe |
| 23 avril 2022 | Justin Bibbins (18) Vitalis Chikoko (8) Brandon Jefferson (6) Vitalis Chikoko (27) MVP : Vitalis Chikoko | Points Rebonds Passes d. Évaluation | Jordan Howard (19) Deandre Lansdowne (7) Mitchell et Maille (6) Matthew Mitchell (21) - |                            |  | Accor Arena Affluence : 14 967 | La chaîne L'Équipe |

## Synthèse

### Localisation des clubs engagés
| [[Fichier:France location map-Regions and departements-2016.svg\|750px\|{{#if:\|{{{alt}}}\|Coupe de France de basket-ball 2021-2022 est dans la page France.]]Dijon Strasbourg Monaco Le Mans Orléans Limoges Pau-Lacq-Orthez Châlons-Reims Le Portel Cholet Gravelines-Dunk. Fos Provence Chalon-sur-Saône Boulazac Saint-Quentin Nancy Denain Quimper Blois Alliance Alsace Lille Nantes Vichy-Clermont Évreux Rouen Antibes Tours Poitiers Caen Toulouse La Rochelle Le Havre Vitré C' Chartres Lorient Rennes Mulhouse Challans Boulogne Tarbes-Lourdes Angers Épinal Dax-Gamarde Orchies Besançon Les Sables Bordeaux Kaysersberg Avignon-Le P. Cergy-Pontoise Localisation des clubs engagés (hors Île-de-France et Rhône-Alpes) | [[Fichier:Paris and inner ring.svg\|300px\|{{#if:\|{{{alt}}}\|Coupe de France de basket-ball 2021-2022 est dans la page Paris et la petite couronne.]]Boulogne-L. Nanterre Paris Rueil Pôle France Localisation des clubs à Paris et sa petite couronne · [[Fichier:Rhône-Alpes region location map.svg\|300px\|{{#if:\|{{{alt}}}\|Coupe de France de basket-ball 2021-2022 est dans la page Rhône-Alpes.]]ASVEL Bourg Roanne Aix-Maurienne St-Chamond St-Vallier Andrézieux-B. Pont-de-C. LyonSo Localisation des clubs de Rhône-Alpes \| Légende 64e de finale 32e de finale 16e de finale 8e de finale Quarts de finale Demi-finales Finaliste Vainqueur En gras : Encore en lice \| |
| Légende 64e de finale 32e de finale 16e de finale 8e de finale Quarts de finale Demi-finales Finaliste Vainqueur En gras : Encore en lice | |